# Eupithecia kurilensis
Eupithecia kurilensis là một loài bướm đêm trong họ Geometridae.